# Mondes unigenrés en fiction spéculative

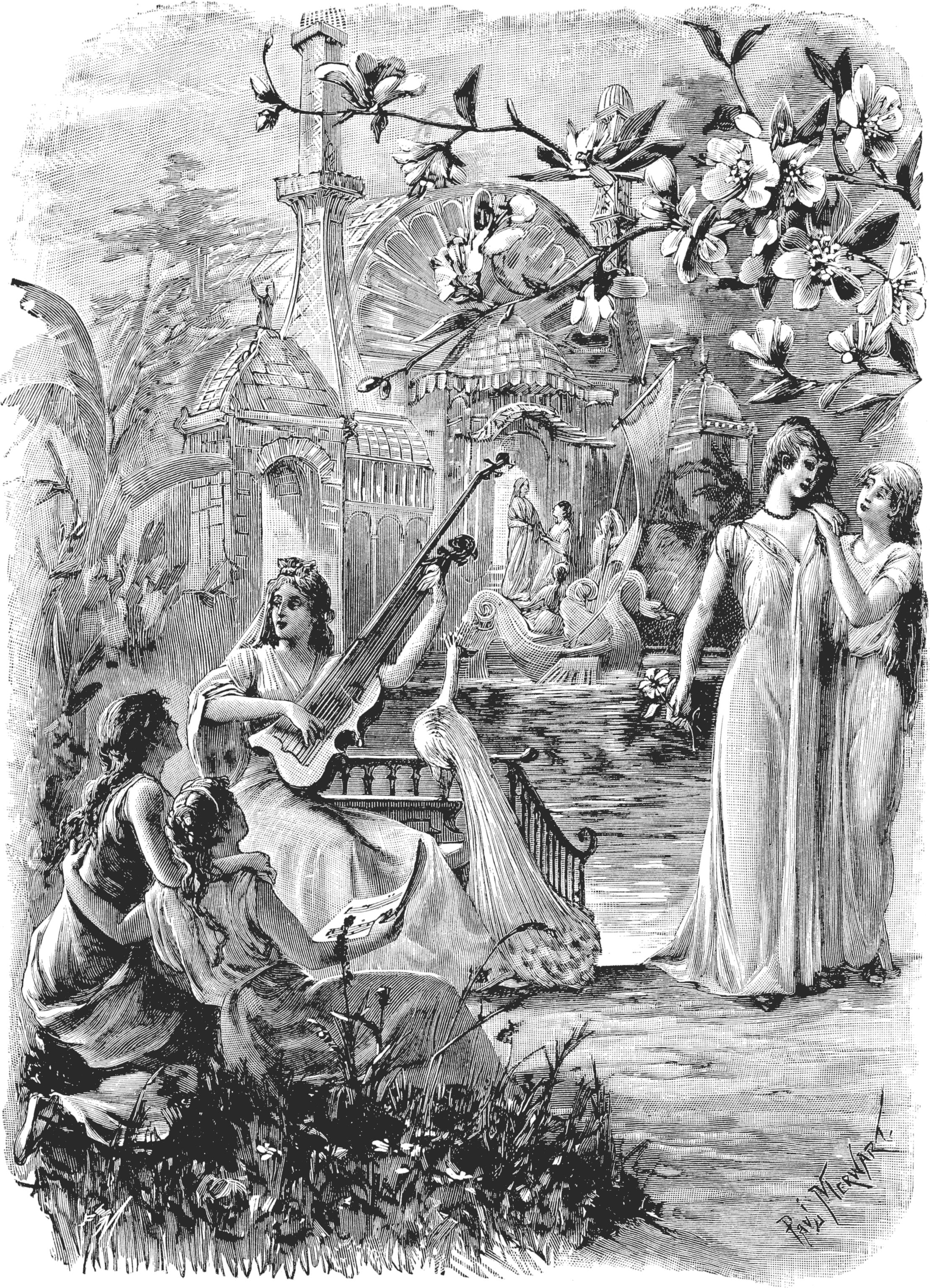
Toutes les femmes ont évoluées pour être magnifiques, dans une illustration de Paul Merwart pour une édition de la nouvelle de la fin du monde chez Camille Flammarion

Les mondes unigenrés en fiction spéculative sont un type d'univers particulier mis en scène dans la création littéraire ou autre mode d'expression artistique. 
Un motif relativement courant dans la fiction spéculative est l'existence de mondes unisexes, mondes unigenrés ou de sociétés non mixtes. Ces sociétés fictives ont longtemps été l'un des principaux moyens d'explorer les implications du genre et des différences de genre dans la science-fiction et la fantasy. Beaucoup d'entre eux sont antérieurs à une distinction répandue entre genre et sexe et confondent les deux, et appartiennent au genre de la science-fiction féministe.
Dans le cadre fictif, ces sociétés surviennent souvent en raison de l'élimination d'un sexe par la guerre ou des catastrophes naturelles et des maladies. Les sociétés peuvent être dépeintes comme utopiques ou dystopiques, comme on le voit dans les pulps de matriarcats oppressifs.

## Mondes réservés aux femmes
Il existe une longue tradition de lieux réservés aux femmes dans la littérature et la mythologie, en commençant par les Amazones et en continuant dans quelques exemples d'utopies féministes. Dans la fiction spéculative, des mondes réservés aux femmes ont été imaginés, entre autres approches, par l'action de la maladie qui anéantit les hommes, ainsi que par le développement de méthodes technologiques ou mystiques permettant aux femmes de se reproduire de manière parthogène. Les sociétés ne sont pas nécessairement lesbiennes ou sexuelles du tout – un exemple célèbre des premiers mondes fictifs asexués étant Herland (1915) de Charlotte Perkins Gilman.

### Dans la littérature
À l'ère du pulp, les dystopies matriarcales étaient relativement courantes, présentant les sociétés réservées aux femmes ou contrôlées par les femmes de manière défavorable. Dans Le Règne des fourmis (en) (1956) de John Wyndham, la domination masculine est présentée comme répressive à l'égard des femmes, mais la libération du patriarcat n'est possible que dans une société autoritaire fondée sur les castes et réservée aux femmes. Virgin Planet de Poul Anderson dépeint un monde où cinq cents femmes naufragées ont trouvé un moyen de se reproduire de manière asexuée - mais l'enfant de sexe féminin qui est issue de cette parthénogénèse est génétiquement identique à la mère - avec pour résultat que finalement la planète a une grande population composée entièrement de « copies » des femmes des origines. Dans ce monde réservé aux femmes, les hommes sont considérés comme des créatures mythiques - et un homme qui atterrit sur la planète après des siècles d'isolement a du mal à prouver qu'il en est vraiment un.
Themyscira, l'île natale de la super-héroïne Wonder Woman et de son peuple les Amazones de DC Comics, a été créée par William Moulton Marston pour allégoriser la sûreté et la sécurité de la maison où les femmes prospèrent en dehors du lieu de travail hostile et dominé par les hommes. Il est régi par la « loi d'Aphrodite », qui stipule: « Peine de mort pour tout homme tentant de mettre le pied sur Themyscira ».
L'écrivain de science-fiction britannique Edmund Cooper a exploré le sujet dans plusieurs de ses romans, dont Five to Twelve (1968) et Who Needs Men (1972).
James Tiptree, Jr, une femme écrivant sous un pseudonyme masculin, a exploré les impulsions sexuelles et le genre qui constituent des thèmes principaux dans sa nouvelle primée  Houston, Houston, me recevez-vous ? (publiée dans Her Smoke Rose Up Forever (en)), elle présente une société exclusivement féminine après l'extinction des hommes par la maladie. Cette société n'a plus les problèmes stéréotypés « masculins » tels que la guerre et le crime, mais n'a repris que récemment l'exploration spatiale. Les femmes se reproduisent par clonage et considèrent les hommes comme inutiles.
De tels mondes ont souvent été dépeints par des autrices lesbiennes ou féministes ; leur utilisation de mondes réservés aux femmes permet l'exploration des thèmes de l'indépendance des femmes et de la libération du patriarcat.
Les sociétés réservées aux femmes sont souvent présentées comme des utopies par les écrivaines féministes. Plusieurs utopies féministes influentes de ce type ont été écrites dans les années 1970,, les exemples les plus étudiés incluent L'Autre Moitié de l'homme de Joanna Russ, Walk to the End of the World (en) et Motherlines (en) de Suzy McKee Charnas. Les sociétés réservées aux femmes peuvent être considérées comme un type extrême de sex-ratio biaisé, un autre thème courant dans la science-fiction.
Certaines autrices séparatistes lesbiennes ont utilisé des sociétés réservées aux femmes pour affirmer en outre que toutes les femmes seraient lesbiennes si elles n'avaient aucune possibilité d'interaction sexuelle avec des hommes, comme dans Ammonite (1993) de Nicola Griffith. Les très influents L'Autre Moitié de l'homme (1975) et Lorsque tout changea (1972) de Joanna Russ dépeignent une société agraire pacifique de lesbiennes qui détestent l'intrusion ultérieure des hommes, et un monde dans lequel les femmes planifient une guerre génocidaire contre les hommes, impliquant que la société lesbienne utopique est le résultat de cette guerre.
A Door into Ocean est un roman de science-fiction féministe de Joan Slonczewski de 1986. Le roman explore les thèmes de l'écoféminisme et de la révolution non violente, combinés aux propres connaissances de Slonczewski dans le domaine de la biologie. La lune d'eau Shora est habitée par des femmes vivant sur des radeaux qui ont une culture et un langage basés sur le partage et une maîtrise de la biologie moléculaire qui leur permet de se reproduire par parthénogenèse.
Un exemple d'un monde féminin dystopique contemporain est Y, le dernier homme, qui met en scène un homme humain et un singe qui survivent à un événement cataclysmique tuant tous les autres hommes.
Dans Carnival (en) Elizabeth Bear (2006), une société matriarcale, principalement lesbienne, appelée New Amazonia, s'est élevée sur une planète luxuriante au milieu d'une technologie extraterrestre abandonnée qui comprend une alimentation électrique apparemment inépuisable. Les femmes amazoniennes sont agressives et guerrières, mais aussi pragmatiques et défensives de leur liberté face à la coalition centrée sur la Terre dominée par les hommes qui cherche à les conquérir. Méfiantes à l'égard des agressions masculines, elles subjuguent leurs hommes, une minorité qu'elles tolèrent uniquement pour la reproduction et le travail,.
Les étoiles sont légion (2017) de Kameron Hurley se déroule quelque part sur le bord extérieur de l'univers, dans une masse de vaisseaux mondiaux en décomposition connus sous le nom de « Légion » voyageant dans les coutures entre les étoiles. Il n'y a pas d'hommes dans la Légion. Les femmes naissent et vivent à l'intérieur d'entités biologiques appelées « mondes ». Les femmes vivant à l'intérieur des Mondes deviennent enceintes sans sexualité et donnent naissance à divers êtres biologiques et pièces de rechange qui sont utilisés pour maintenir les Mondes, et donc leur civilisation, en vie et en fonctionnement.
Schrödinger's Elephant (2018) de Jonathan Frame est une collection de cinq nouvelles explorant la surpopulation et l'idée que l'humanité est programmée pour maintenir inconsciemment ses niveaux de population par la violence, la guerre, etc. Chaque roman traite d'un moment de l'histoire humaine alors que les femmes se révoltent violemment contre les hommes pour les éradiquer, la population féminine restante apprenant à vivre dans le monde qu'elles ont conçu.

### Autres médias
Le film polonais Sexmission de 1984 traite d'une société dystopique réservée aux femmes où tous les hommes ont disparu. Les femmes se reproduisent par parthénogenèse, vivant dans une société féministe oppressive, où les apparatchiks enseignent que les femmes ont souffert sous la domination des mâles jusqu'à ce que les mâles soient retirés du monde.
Lithia, épisode 17 de la quatrième saison du remake de 1995 de Au-delà du réel : L'aventure continue, met en scène un homme qui a été gelé cryogéniquement et se réveille dans un monde peuplé uniquement de femmes. Des hommes sont morts à cause d'une guerre et d'un virus. Elles se reproduisent par insémination artificielle à l'aide de sperme congelé de l'époque où il y avait des hommes.
Le film de vampire allemand de 2010 Nous sommes la nuit explore l'idée du séparatisme féministe. Dans le film, la femme vampire a commis un génocide contre un vampire mâle quelque part à la fin des années 1800 après que beaucoup d'entre eux avaient déjà été tués par des humains, car ils étaient trop négligents et risquaient d'être exposés à l'humanité. Les femmes vampires se sont mises d'accord entre elles pour ne plus jamais transformer un homme en vampire. Dans l'Univers de Mass Effect, les asaris sont une espèce agenre-pansexuelle, se présentant extérieurement comme femmes et utilisant des pronoms et des descripteurs féminins au profit des espèces binaires. Leur système de reproduction étant basé sur la fusion des systèmes nerveux plutôt que sur l'échange de matériel génétique, les asaris sont capables de procréer avec n'importe quel sexe, genre ou espèce, mais la progéniture qui en résulte est toujours asari.

## Mondes réservés aux hommes
Les exemples de sociétés réservées aux hommes sont beaucoup moins courants. Joanna Russ suggère que c'est parce que les hommes ne se sentent pas opprimés, et donc imaginer un monde sans femmes n'implique pas une augmentation de la liberté et n'est pas aussi attrayant.
La première mention d'une société entièrement masculine semble être le mythe de la création de l'homme par le titan Prométhée, tel qu'enregistré dans la Théogonie d'Hésiode au VIIIe siècle avant notre ère. Pour punir Prométhée pour le tour joué à Mecone (en), Zeus cache le feu aux hommes, mais Prométhée réussit à le voler et à le rendre à l'humanité. Cela exaspère encore plus Zeus, qui envoie la première femme, Pandore, vivre avec l'humanité. Hésiode écrit: « D'elle est la race des femmes et du genre féminin : d'elle est la race mortelle et la tribu des femmes qui vivent parmi les hommes mortels à leur grand ennui, sans aide dans une pauvreté odieuse, mais seulement dans la richesse. »
Selon les archives grecques anciennes, les Gargaréens, étaient une tribu entièrement masculine sur les contreforts nord des montagnes du Caucase qui copulaient chaque année avec les Amazones afin de maintenir la reproduction des deux tribus. Les Amazones gardaient les filles et donnaient les mâles aux Gargariens Le chroniqueur grec Strabon a mentionné que les Gargariens et les Amazones avaient migré de Thémiscyre.
Au IIe siècle de notre ère, Lucien de Samosate raconte dans son ouvrage de fiction Histoires vraies que les habitants de la Lune, les Sélénitiens, sont tous des hommes, ignorant totalement le genre féminin. Adultes, ils se marient d'homme à homme et ont des enfants, toujours mâles, engendrés dans leurs jambes, à la manière de Zeus engendrant Dionysos dans sa cuisse. Il y a parmi eux une sorte d'hommes appelés Dendritans, qui engendrent des enfants en coupant et en plantant leur testicule droit en terre, à partir duquel pousse un arbre à chair portant un fruit de la taille d'une coudée, à partir duquel le bébé est récolté.
La nouvelle de 1964 de Cordwainer Smith, Le Crime et la gloire du commandant Suzdal (en), dépeint une société dans laquelle toutes les femmes sont mortes. A Spartan Planet (1969) d'A. Bertram Chandler décrit une planète réservée aux hommes, Sparte, qui est dédiée aux valeurs du militarisme vaguement calquées sur l'ancienne cité-état grecque de Sparte.
Ethan d'Athos (1986) de Lois McMaster Bujold, inspiré par la société religieuse du monde réel réservée aux hommes du Mont Athos, dépeint un monde dans lequel les hommes ont isolé leur planète du reste de la civilisation pour éviter l'effet corrupteur des femmes. Les enfants sont élevés dans des réplicateurs utérins, en utilisant des ovules issus de cultures tissulaires ; l'intrigue du roman est motivée par la baisse de la fertilité de ces cultures. Le « héros improbable » du roman est le Dr Ethan Urquhart, obstétricien gay, dont la dangereuse aventure aux côtés de la première femme qu'il ait jamais rencontrée présente une société future où l'homosexualité est la norme, avec des vestiges sexistes et une homophobie persistantes de notre propre monde,,.
Le personnage principal de La Mort blanche de Frank Herbert perd sa famille à cause d'une action terroriste en Irlande. Il répond en développant une arme biologique qui ne tue que les femmes. Il avertit le monde de la nécessité d'isoler l'Irlande pour éviter la propagation de la maladie ailleurs. Les dirigeants mondiaux ne prennent pas la menace au sérieux et la maladie se propage dans le monde entier.
Le film parodique Gayniggers from Outer Space (en) suit un groupe d'hommes noirs homosexuels intergalactiques alors qu'ils exterminent la population féminine de la Terre, créant finalement un monde utopique réservé aux hommes.
La série animée et le manga Saber Marionette présente une planète au XXIIe siècle colonisée par des humains de la Terre dont les seuls survivants du voyage sont des hommes. Appelé Terra 2, pendant trois siècles, le nouveau monde est habité uniquement par des hommes qui se sont reproduits grâce à la technologie du clonage jusqu'à ce qu'ils soient capables de créer des androïdes femelles nommés marionnettes, des créations qui, bien qu'elles remplissent leur fonction, fonctionnent sans sapience, émotion ou libre arbitre.
La comédie de science-fiction Lexx, dans l'épisode Nook, mettait en scène une planète entièrement peuplée de moines d'un étrange ordre répressif contraints de passer leur vie à copier des livres qu'ils ne savaient pas lire. Ils ne savent pas que les femmes ou d'autres formes de société existent.
La série de livres de fantasy gay Regelance de J. L. Langley (en) dépeint un monde où les hommes sont capables de se reproduire via une technologie réplicative. S'il y a encore des femmes parmi les classes inférieures qui se reproduisent de manière traditionnelle, il n'y en a pas parmi les classes supérieures sur lesquelles la série se concentre.
L'émission de science-fiction The Orville mettait en vedette un personnage nommé Bortus joué par Peter Macon qui est membre d'une société exclusivement masculine où les naissances féminines sont très rares. Dans le deuxième épisode de l'émission, la fille de Bortus est chirurgicalement transformée en homme contre son gré.
Dans l'univers de DC Comics, les Gargaréens sont une tribu entièrement masculine de guerriers grecs morts-vivants, ranimés par Zeus (en) pour servir d'homologues masculins aux Amazones. Les Gargaréens vivent sur l'île de Thalarion interdite aux femmes ; leur roi est le guerrier prodige homosexuel spécialement créé, Achilles Warkiller. Un an plus tôt, DC Comics a créé les Amazones masculines d'Elysium, qui sont la versio inversée de Earth-11 à prédominance féminine des Amazones de Themyscira ; leur champion est le Prince Dane d'Elysium, le Wonder Man (en).

## Mondes non genrés
D'autres mondes encore sont présentés sans concept local de genre ou après que le genre a été rendu obsolète. Une femme au bord du temps de Marge Piercy présente un monde post-apocalyptique peuplé de personnes agenres ou de genre neutre. Dans Les Chroniques du Radch d'Ann Leckie, l'empire spatial le plus important de l'humanité ne divise plus sa population selon le sexe, mais certaines nations d'autres systèmes stellaires le font toujours.

## Mondes asexués ou hermaphrodites
Certains autres mondes fictifs présentent des sociétés dans lesquelles tout le monde a plus d'un sexe, ou aucun, ou peut changer de sexe. Par exemple :
La Main gauche de la nuit (1969) d'Ursula K. Le Guin dépeint un monde dans lequel les individus ne sont ni mâles ni femelles, mais ont à des moments différents des organes sexuels et des capacités de reproduction féminins ou masculins,,. Des modèles similaires existent dans le roman Schild's Ladder de Greg Egan et sa nouvelle Océanique ou dans la série de livres Wraeththu de Storm Constantine à propos d'une race magique oogame issue d'êtres humains mutans (en).
John Varley, qui s'est également fait connaître dans les années 1970, écrit aussi souvent sur des thèmes liés au genre. Dans sa suite d'histoires Eight Worlds (en) (dont beaucoup sont rassemblées dans The John Varley Reader (en)) et de romans, par exemple, l'humanité a atteint la capacité de changer de sexe selon ses envies. L'homophobie inhibe initialement l'adoption de cette technologie, car elle engendre des changements drastiques dans les relations, les relations homosexuelles devenant une option acceptable pour tous.
Dans le roman Enemy Mine (en) de 1979 de Barry B. Longyear et son adaptation cinématographique de 1985, les Dracs sont une race reptilienne hermaphrodite intelligente de la planète Dracon qui se reproduit de manière asexuée.
Dans le Cycle de La Culture (en) de Iain M. Banks, les humains peuvent changer de sexe et le font relativement facilement (et de manière réversible).

## Ségrégation sexuelle
La ségrégation des sexes est un autre trope relativement courant de la fiction spéculative - la séparation physique peut aboutir à des sociétés qui sont essentiellement unisexes, bien que la majorité de ces œuvres se concentrent sur la réunification des sexes, ou sinon sur les liens qui subsistent entre eux, comme avec Un monde de femmes de Sheri S. Tepper, La Jeune Fille et les Clones de David Brin et Boys de Carol Emshwiller. Un épisode de Duckman use du même trope.
Dans les romans de la série The Neanderthal Parallax de Robert J. Sawyer, un visiteur néandertalien d'un monde parallèle où Homo sapiens s'est éteint et où les Néandertaliens sont devenus l'espèce dominante, arrive sur notre monde. La société de Néandertal est sexuellement ségrégée, les hommes et les femmes n'interagissant que quelques jours par mois et la reproduction étant consciemment limitée à des intervalles de dix ans.
Parfois, la ségrégation est sociale et les hommes et les femmes interagissent dans une mesure limitée. Par exemple, lorsque la surpopulation éloigne le monde de l'hétérosexualité dans la nouvelle de Charles Beaumont, The Crooked Man (1955), publiée pour la première fois dans Playboy, les homosexuels oppriment la minorité hétérosexuelle et les relations entre hommes et femmes sont rendues illégales.